# 埃瑟爾貝格巴赫河
49°01′15″N 11°15′21″E / 49.02071°N 11.25575°E

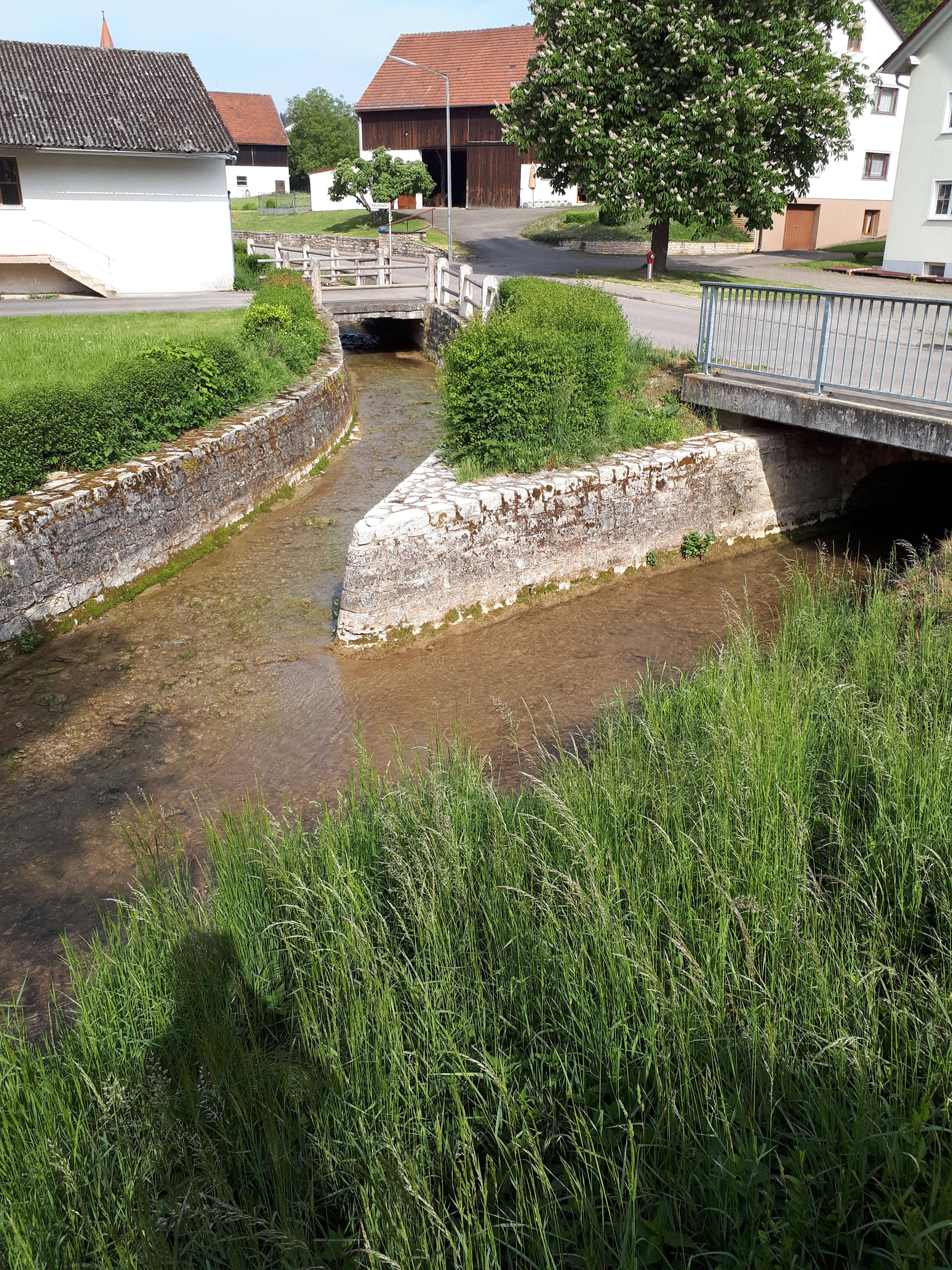

埃瑟爾貝格巴赫河是德國的河流，位於該國東南部，由巴伐利亞負責管轄，屬於莫斯巴赫河的左支流，河道全長1.3公里，流域面積30.8平方公里。